# Институт современного искусства (Мидлсбро)
Институт современного искусства в Мидлсбро (англ. Middlesbrough Institute of Modern Art, сокр. MIMA) — художественная галерея в центре Мидлсбро, графство Норт-Йоркшир, Англия, посвящённая современному искусству.
Галерея была официально открыта в воскресенье 27 января 2007 года. В настоящее время она работает в партнерстве с Университетом Тиссайда.

## История и деятельность
Открытие художественной галереи в Мидлсбро ознаменовало собой завершение периода накопления коллекции произведений искусства города. Раннее художественное наследие такого достаточно молодого города, как Мидлсбро, во многом основывалось на успехе десятилетнего существования художественной глиняной посуды Linthorpe Art Pottery (1879—1889), основанной Кристофером Дрессером В 1870 году была открыта школа Northern School of Art, находящаяся рядом с институтом Mechanics' Institute, в 1950-х годах перенесённая в Linthorpe. Культурная составляющая Мидлсбро была наполнена также Кливлендским международным биеннале (Cleveland International Drawing Biennale), который прекратил своё существование в 1990-х годах.
Место для первой художественной галереи города было предоставлено отцом мэра — сэром Артуром Дорманом ещё в 1904 году. Из-за недостаточности финансирования и началом Первой мировой войны на этом месте был создан только парк. Городская коллекция картин с 1927 года размещалась в библиотеке Карнеги и в церкви Grange Road Methodist Church. В 1957 году муниципалитет приобрел бывшую хирургическую клинику на Linthorpe Road, но из-за отсутствия финансирования её здание было освобождено только в 2003 году это здание было освобождено. В этот период времени в бывшем Кливлендском ремесленном центре (Cleveland Crafts Centre) хранилась коллекция британской керамики двадцатого века, а также ювелирные изделия, изготовленные художниками начиная с 1970-х годов. В качестве выставочного центра центр был закрыт в январе 2003 года.

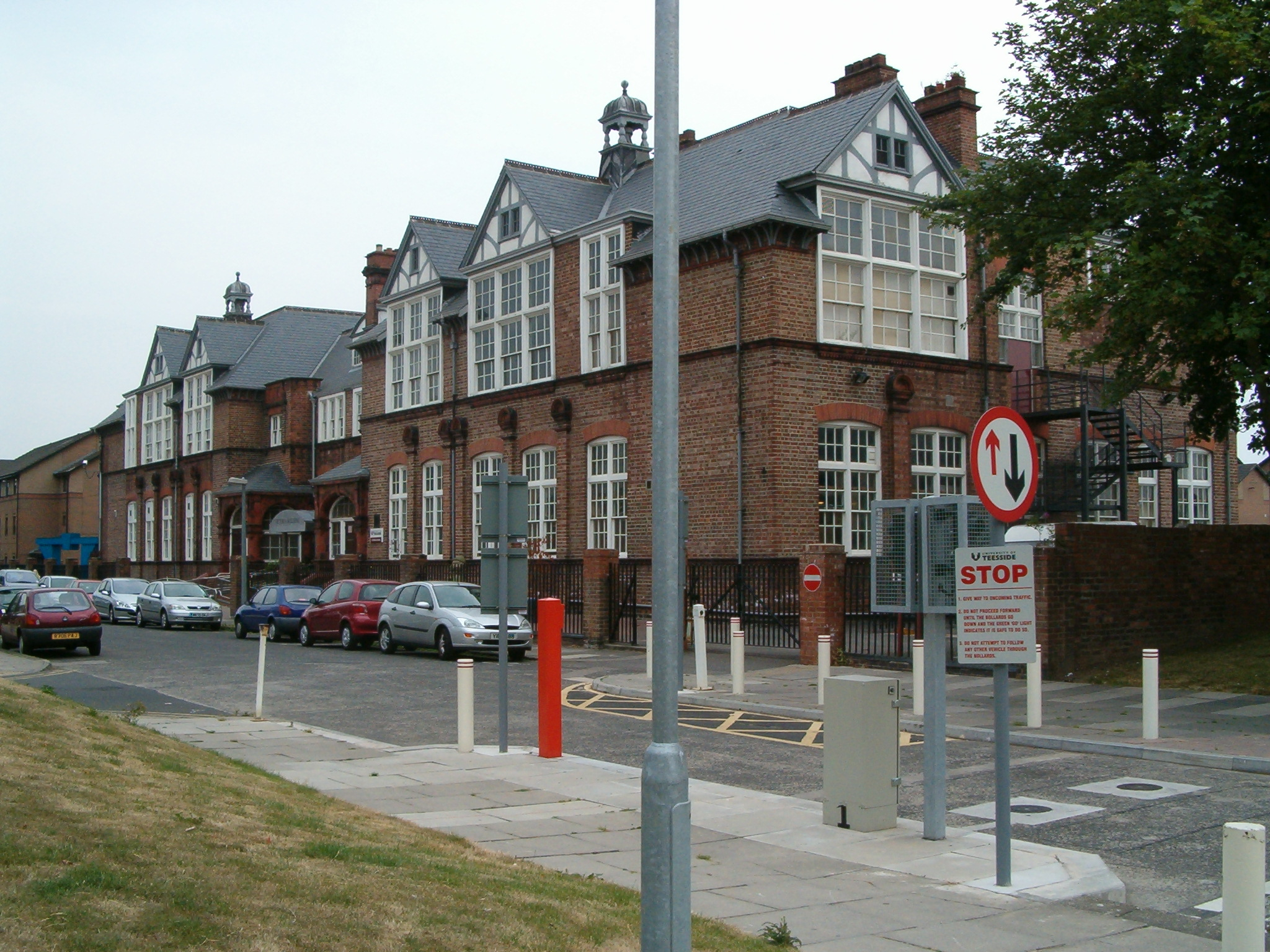
Cleveland Crafts Centre

В 2004 году было начато строительство нынешнего здания Института современного искусства, которое включает в себя галерейные помещения, учебный зал, аудиторию, кафе-бар, магазин, террасу на крыше, хранилище и помещение для консервации. Проект здания был разработан архитектором Эриком ван Эгераатом (Erick van Egeraat) из Associated Architect. Пока велось строительство, музей провёл серию выездных выставок и мероприятий, в которых участвовали такие художники и музыканты, как Джон Харрисон (John F Harrison), Мах Рана (Mah Rana), Пол Вуд (Paul Wood), Сьюзан Питч (Susan Pietzsch), Юка Ояма (Yuka Oyama), Грэм Долфин (Graham Dolphin), Оливер Цвинк (Oliver Zwink), Chicks on Speed, Мартин Крид.

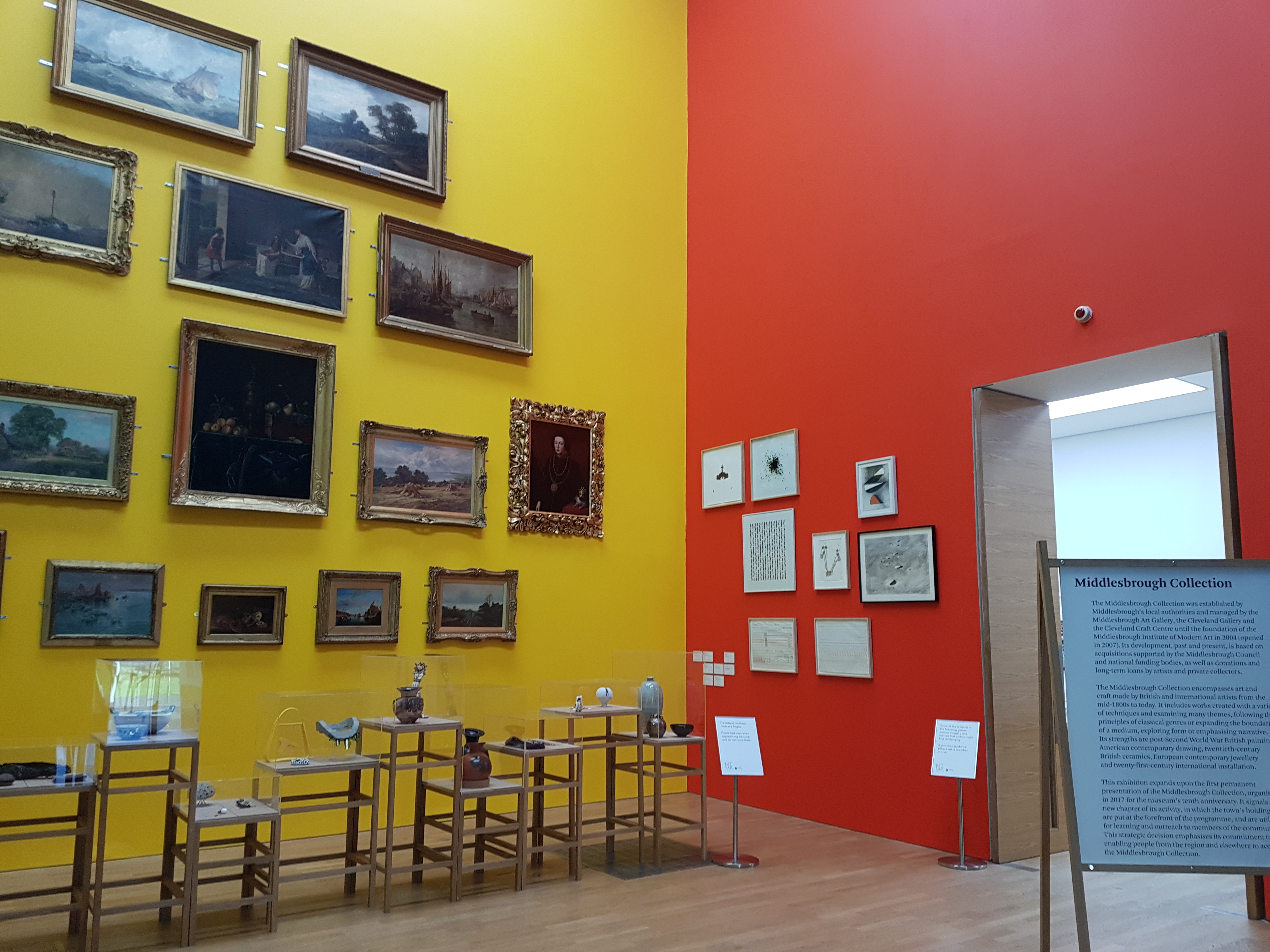
Один из залов

Директором-основателем Института современного искусства был Годфри Уорсдейл (Godfrey Worsdale), который ушел в 2008 году, чтобы стать директором Балтийского центра современного искусства. Его сменил Кейт Бриндли (Kate Brindley), до этого был директором Музеев и галерей в Бристольском городском совете. Нынешний директор — Алистер Хадсон (Alistair Hudson), ранее заместитель директора Grizedale Arts, стал директором института в 2014 году. Алистер Хадсон является содиректором Asociación de Arte Útil, и в настоящее время он реализует концепцию превращения Института современного искусства Мидлсбро в гражданский институт, продвигающий искусство как инструмент социальных изменений.
Постоянная коллекция музей, начавшаяся с 1900-х годов, содержит произведения Фрэнка Ауэрбаха, Бена Николсона, Стэнли Спенсера, Элизабет Блэкэддер, Кен Карри, Кэтрин Плейделл-Бувери, Гвен Джон, Элизабет Фринк, Эдуардо Паолоцци, Кары Уокер, Питера Хаусона, Адрианы Пайпер, Нэнси Сперо, Дэвида Бомберга, Лоуренса Лаури, Люси Ри и многих других.